# Nabeshima Naomasa
Nabeshima Naomasa est un nom japonais traditionnel ; le nom de famille (ou le nom d'école), Nabeshima, précède donc le prénom (ou le nom d'artiste).
Nabeshima Naomasa (鍋島直正, 16 janvier 1815-8 mars 1871) est le 10e et dernier daimyō du domaine de Saga dans la province de Hizen, Kyūshū, Japon. Son titre honorifique était Hizen-no-kami, et il est désigné de temps en temps sous le nom de « prince Hizen » dans les registres du Bakumatsu.

## Biographie
Naomasa est le 17e fils de Nabeshima Narinao, le 9e daimyō du domaine de Saga. Sa mère était une fille d'Ikeda Harumichi. Son épouse était la 18e fille du shogun Ienari Tokugawa, et une de ses concubines était la 19e fille de Narimasa Tokugawa. À la retraite de son père en 1830, Naomasa a été nommé 10e daimyō de Saga à l'âge de 17 ans. Pour célébrer son nouveau rôle et pour renforcer les relations étroites entre le domaine de Saga et le shogunat, son beau-père, le shogun Ienari Tokugawa, lui a permis d'utiliser un caractère de son nom. Ainsi, « Naomasa » a été écrit « 斉正 » jusqu'à la fin de la période Edo.
Naomasa a hérité d'un domaine au bord de la faillite, en raison de frais élevés liés à son rôle dans la surveillance des étrangers à proximité de Dejima et en raison des habitudes de dépenses extravagantes de son père. Quand Naomasa fut nommé daimyō à Edo et se prépara à retourner dans son domaine, une foule des créanciers assiégea sa résidence à Edo pour exiger le remboursement de certaines dettes avant qu'il ne parte de la ville.
Cependant, les tentatives de Naomasa pour reformer les finances du domaine ont été continuellement bloquées par son père retiré, dont la politique conservatrice et la résistance à l'innovation étaient en désaccord avec toutes les nouvelles politiques qu'il essayait de mettre en application. Naomasa n'a pu prendre le contrôle total qu'après l’incendie du château de Saga en 1835.
Prétextant la besoin de récolter des fonds pour reconstruire le château, il a divisé par cinq le nombre de samouraïs du domaine de Saga et a établi un certain nombre d'industries, par exemple la production d'armes, de charbon, de bois et de thé en tant que monopoles du domaine. En même temps, il a beaucoup investi dans l'école de domaine, le Kodokan (弘道館), pour former les futurs chefs du domaine de Saga avec les dernières technologies. De par ses contacts à Nagasaki, il a importé le canon Armstrong, beaucoup plus puissant que tout ce qui était déployé par le shogunat Tokugawa à ce jour, et avait des armes de rétro-ingénierie avec des copies sorties des arsenaux de Saga. Il a construit le premier four à réverbère du Japon et a invité des artisans compétents, dont des forgerons et des fondeurs de tout le Japon, à émigrer à Saga indépendamment de leur statut social. Il a également financé le développement des machines à vapeur et des navires de guerre à vapeur.
En 1853, avec l'arrivée du commodore Matthew Perry et la fin de la politique nationale d'isolement du Japon, il soutenait d'abord le Sonnō jōi (« Révérer l'empereur, expulser les barbares »), et a aidé le gouvernement de Tokugawa à construire les batteries côtières de la défense de la baie d'Edo. Cependant, il a également ouvert en secret des négociations directes avec la Grande-Bretagne, et plus tard était d'avis d'ouvrir le pays au commerce extérieur. Ainsi, en 1868, l'Écossais Thomas Blake Glover passe un contrat avec lui pour moderniser la mine de charbon de Takashima qui utilisait jusque-là des méthodes primitives. Il s'est officiellement retiré de la position de daimyō en 1861.
Cependant, même après sa prise de retraite, il a gardé de l'influence dans les activités du domaine de Saga, soutenant fermement l'étude du Rangaku, particulièrement dans les domaines de la médecine occidentale, des armements et de la tactique militaire. Il a introduit la vaccin de la variole au Japon, l'expérimentant d'abord sur son propre fils. Dans la période incertaine du Bakumatsu, Saga a émergé comme l'un des plus forts domaines japonais sur le plan militaire, et Naomasa a essayé de conserver une politique de neutralité entre la faction modérée du Kōbu gattai qui souhaitait réconcilier le shogunat Tokugawa avec la cour impériale, et les factions plus radicales soutenant soit l'empereur soit le shōgun.
Pendant la guerre de Boshin de la restauration de Meiji, il a joint ses forces à l'alliance Satchō pour appuyer l'empereur Meiji après la bataille de Toba-Fushimi, et a lutté contre les Tokugawa à la bataille d'Ueno et dans diverses campagnes au nord du Japon contre l'Ōuetsu Reppan Dōmei.
Naomasa a été nommé conseiller du nouveau gouvernement de Meiji. Avec l'abolition du système han, il a rendu son bureau et a été nommé gouverneur jusqu'à ce que le domaine de Saga soit absorbé dans la nouvelle préfecture de Saga en juillet 1871. Avec Shimazu Yoshitake, il a été nommé commissaire des Affaires coloniales et chargé de l'établissement de colons dans le nord du Japon.
Il meurt en 1871 à la résidence du domaine de Saga à Tokyo.

## Source de la traduction
- (en) Cet article est partiellement ou en totalité issu de l’article de Wikipédia en anglais intitulé « Nabeshima Naomasa » (voir la liste des auteurs).